# Tacámbaro
Tacámbaro est une municipalité située dans la région centrale de l'État mexicain du Michoacán. Sa plus grande ville et siège municipal est Heroica Tacámbaro de Codallos. Son nom signifie « lieu des palmiers » . Tacámbaro est entourée de forêts et bénéficie d'un climat tempéré, c'est pourquoi elle est considérée comme « le balcon de la terre chaude ».

## Histoire

### Avant l'indépendance du Mexique
Les origines de Tacámbaro remontent à l'époque préhispanique. Les purépechas, peuple amérindien, conquièrent la ville dans la première moitié du XIVe siècle. En 1528, Tacámbaro est cédée comme une encomienda à Cristóbal de Oñate, conquistador basque-espagnol et la ville est officiellement créée en 1535. Cinq ans plus tard, la cité est en voie d'évangélisation par la venue des frères augustins Juan de San Roman et Diego de Chávez. Une chapelle et un couvent sont fondés dans la ville, tandis que s'élève la cathédrale de San Jerónimo construite entre 1540 et 1570.
En 1631, un parti des indiens est créé avec Tacámbaro comme capitale. Les épidémies de maladies, en particulier celle de 1575, avaient dépouillé la ville d'une grande partie de sa population. En 1631, le territoire de la ville compte huit communautés et une faible population.
En 1706, Fray Francisco de Fonseca est désigné comme le prieur de la ville. Il urbanise le lieu en introduisant le tracé des rues, l'adduction d'eau potable, le développement du commerce, l'attribution de lots de terres pour les Espagnols et reconstruit le couvent.

### Guerre d'indépendance mexicaine
En 1810, au début de la Guerre d'indépendance du Mexique, le capitaine Manuel Muñiz, établit son quartier général à Tacámbaro car il connaissait bien la région. Il y est vaincu l'année suivante. À plusieurs reprises, il revient pour équiper ses armées et procéder à la fonte de canons. De cet endroit, il planifie plusieurs attaques infructueuses contre la ville de Valladolid. À Tacámbaro, l'indépendantiste José María Morelos rencontre ses principaux généraux, après l'échec de l'attaque de Valladolid. En 1814, à Puruarán, alors dépendant de Tacámbaro, le Congrès se réunit sous la protection de José María Morelos, et proclame, le 28 juin 1815, le Manifeste de Puruarán, dans lequel les insurgés expriment le véritable esprit de la lutte pour l'indépendance.

### Depuis l'indépendance mexicaine
Après la guerre d'indépendance mexicaine (1810-1821), les haciendas et ranchos de Tacámbaro ont été incendiés et la ville a été laissée en ruines. La reconstruction, cependant, a rapidement conduit Tacámbaro à se développer et à recevoir de nouveaux statuts. En 1828, elle est déclarée comme ville par le gouverneur José Salgado ; trois ans plus tard, la municipalité est formée à la suite d'une nouvelle loi territoriale. 
Le 21 septembre 1859, le gouverneur général, Epitacio Huerta confirme Tacámbaro dans son statut de ville et lui donne le nom de « Ciudad de Codallos », en l'honneur du général Juan José Codallos (es), qui a participé à la guerre d'indépendance. Les résidents locaux ont demandé que le nom soit changé en « Tacámbaro de Codallos », ce qui a été accepté.

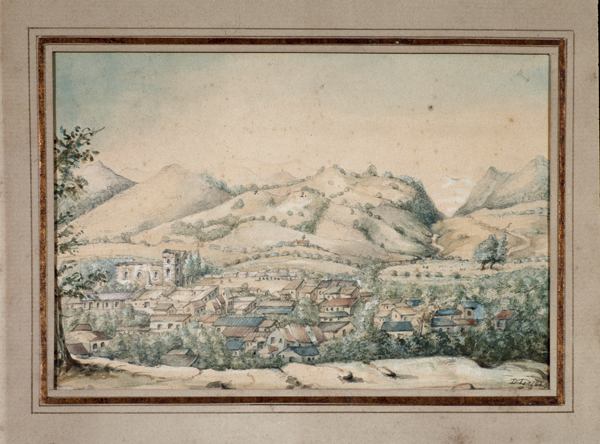
Tacámbaro vers 1865 (gravure de Loiseau).

Le 11 avril 1865, la bataille de Tacámbaro a eu lieu à Tacámbaro lors de l'intervention française au Mexique. Elle oppose les 250 hommes de la légion belge, commandée par le major Constant Tydgadt, et son adjoint Jules Ernest Chazal, aux républicains mexicains, sous les ordres du général Nicolás Régules, qui dispose d'une supériorité numérique écrasante grâce à ses 3 800 soldats. La bataille se conclut par la victoire de ces derniers.
Pendant la Révolution mexicaine, en 1911, le leader révolutionnaire Salvador Escalante prend la ville de Tacámbaro. Le 16 avril 1913, les forces révolutionnaires combattent les huertistes. Au cours d'une seconde bataille, le 2 septembre suivant, les révolutionnaires de cette ville sont vaincus avant de reprendre la ville le 27 mai 1914. Le 25 mars 1915, les forces de Pancho Villa attaquent Tacámbaro. À la fin de 1919, Tacámbaro devient brièvement capitale de l'État de Michoacán sous le gouvernorat du général général Gertrudis G. Sánchez. Ensuite les pouvoirs sont transférés à Nocupétaro. En 1920, le diocèse de Tacámbaro est créé.
En novembre 2012, Tacámbaro est désignée comme Pueblo Mágico. C'est la sixième municipalité de l'État à recevoir cette distinction.

## Géographie

### Localisation
Tacámbaro est situé au centre de l'État de Michoacán. Au nord se trouvent Santa Clara del Cobre, Huiramba et Acuitzio ; à l'est Madero et Nocupétaro, au sud, Turicato et à l'ouest Ario.

### Orographie
Son relief est constitué du système volcanique transversal, des chaînes de montagnes de Santa Clara, Coco et Acuitzio et des collines du Hueco, du Colorado, d'El Jabalí, du Tigre, de La Cruz et d'autres collines.

### Hydrographie
Son réseau hydrographique comprend les rivières Tacámbaro, Pedernales et Frío, le ruisseau Apoyo et la lagune de la Magdalena.

### Climat
Le climat est tropical et tempéré avec des pluies en été. Il offre une pluviométrie annuelle de 1 451,6 millimètres et des températures oscillant de 8,8 à 26,9 degrés centigrades.

### Écosystèmes
Tacámbaro est dominé par une forêt mixte incluant pins, chênes et cèdres, une forêt tropicale de feuillus, avec parota, cuéramo, ceiba et huisache et une forêt de conifères, avec pins et sapins.

### Ressources naturelles
La zone forestière est occupée par des pins et des chênes, la forêt non ligneuse par des buissons de différentes essences.

### Caractéristiques et usage des terres
Les sols de Tacámbaro datent des périodes Cénozoïque, Tertiaire Inférieur et Eocène, ils correspondent principalement à ceux de type Podzosol et Tchernoziom. Son utilisation est principalement dédiée à la sylviculture et, dans une moindre mesure, à l'agriculture et l'élevage.

## Démographie
La municipalité compte quelque 200 communautés individuelles, dont la plus importante est Heroica Tacámbaro de Codallos avec une population de 25 665 habitants. Six autres communautés comptent plus de 1 000 habitants : Pedernales, Tecario, Yoricostio,  Chupio, San Juan de Viña et San Rafael Tecario.

## Galerie

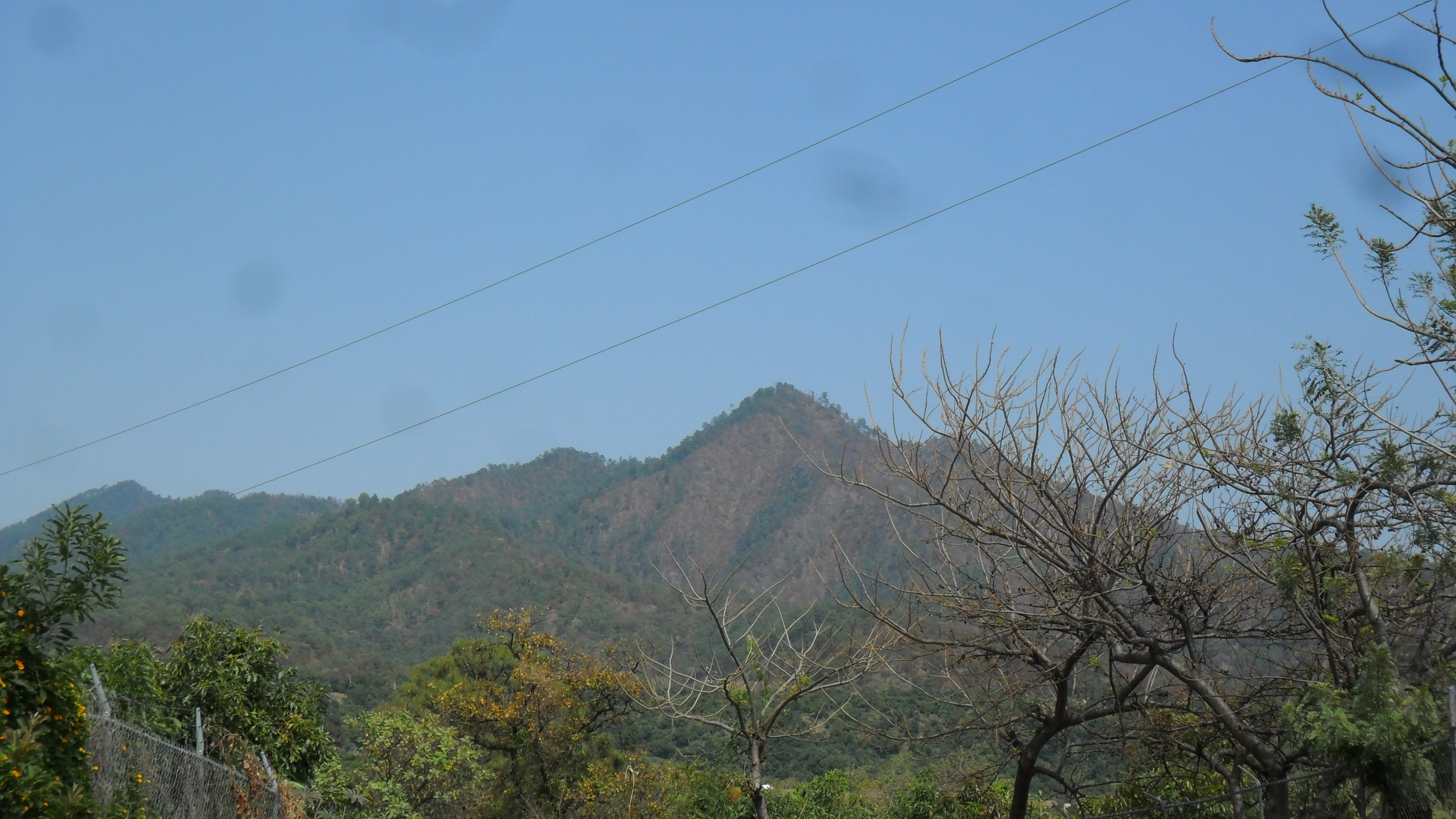
Cerro de los tres picos (Tacámbaro).
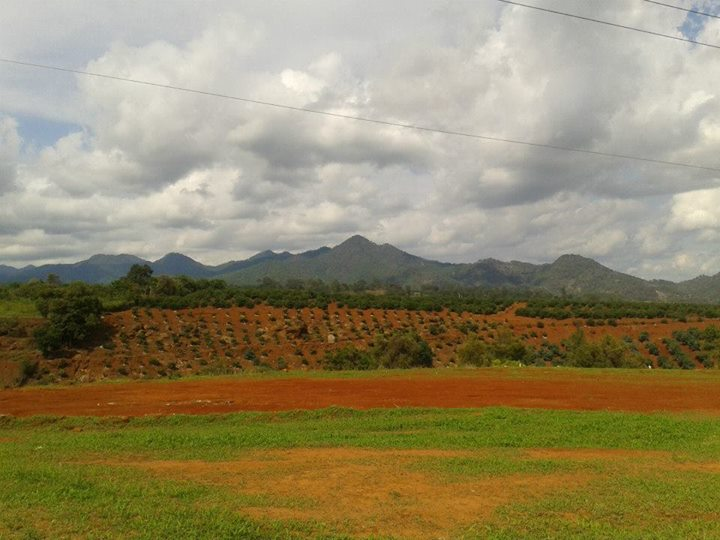
Panorama de Cerro de los tres picos.
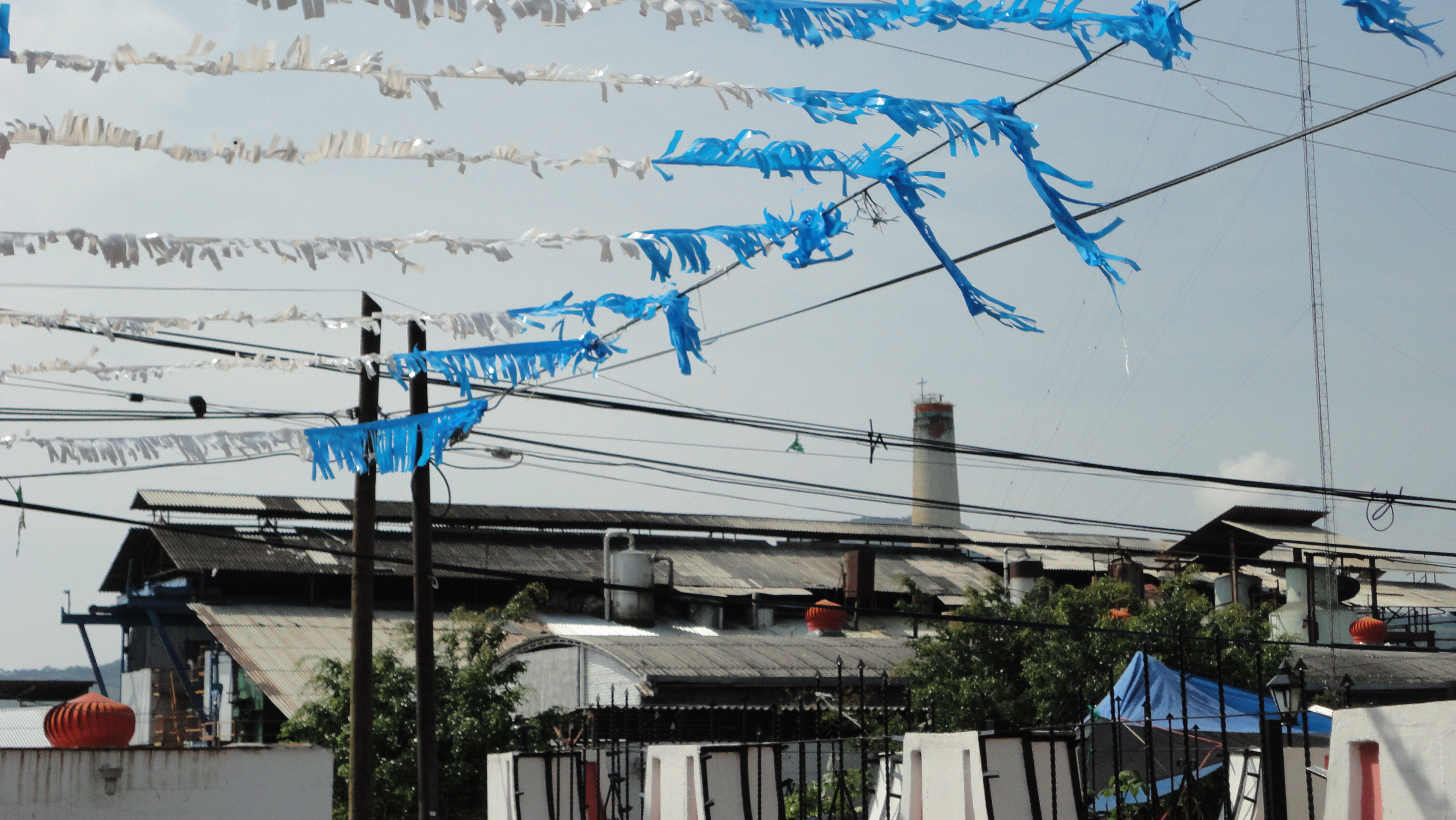
Ingenio de Pedernales.
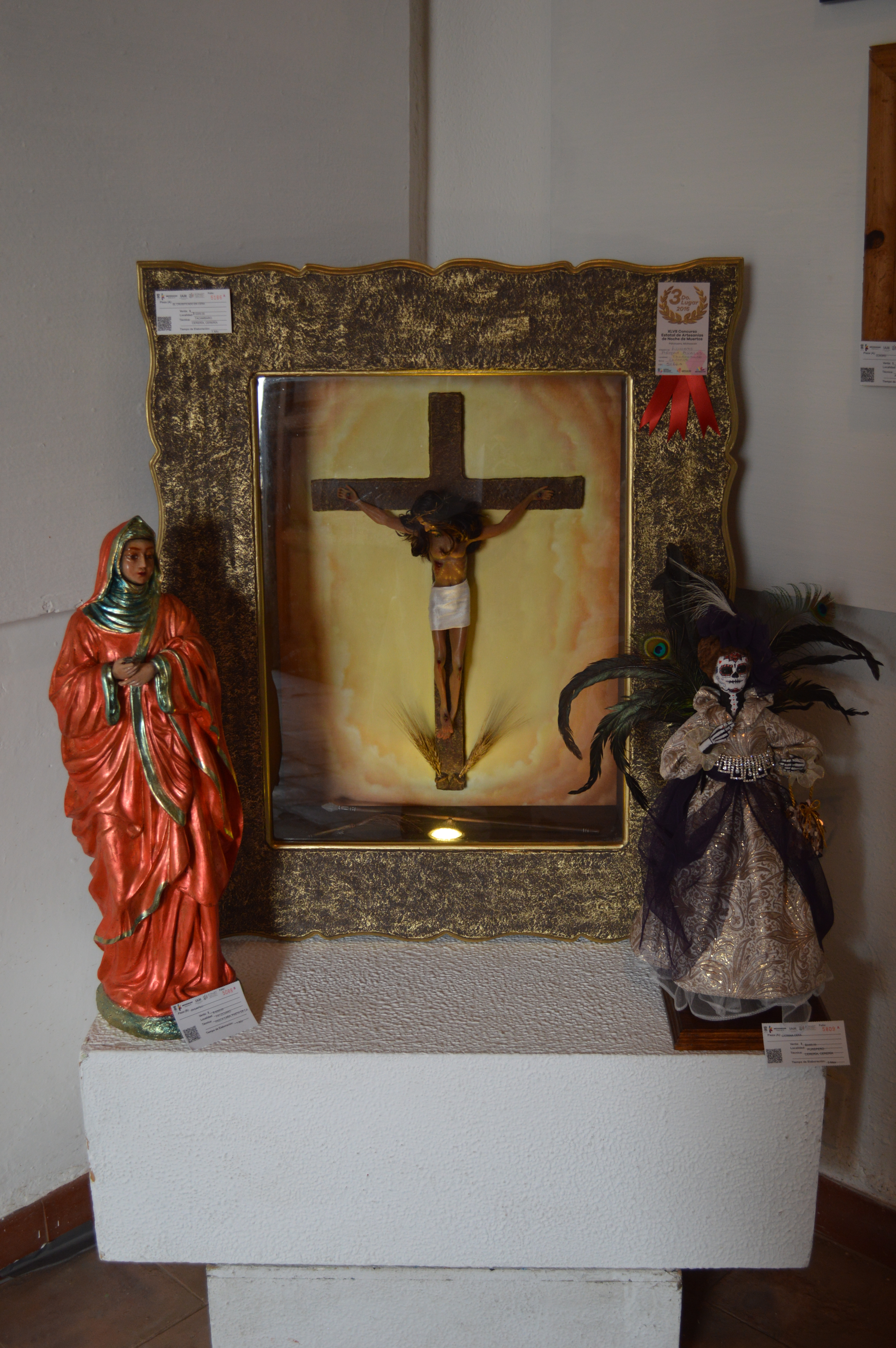
Travail artisanal contemporain d'inspiration religieuse.